# オウエンの外形線
オウエンの外形線（オウエンのがいけいせん）とは、象牙質にあらわれる成長線の一種である。同じく象牙質の成長線であるエブネル線が石灰化不全により強調されたものである。